# 馬印

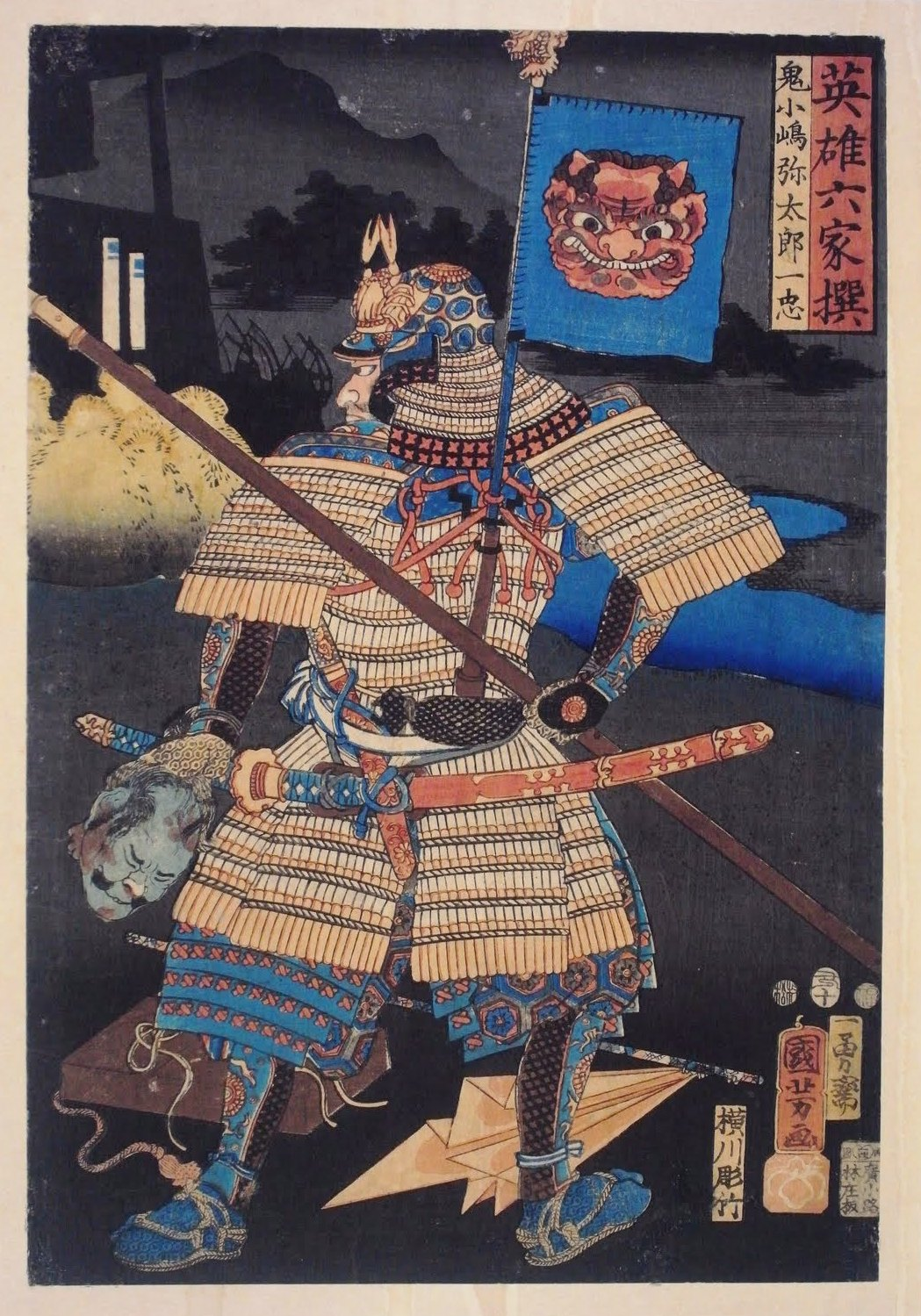
小島弥太郎。『英雄六家撰　鬼小嶋弥太郎一忠』（歌川国芳画）'

馬印（うまじるし）は、戦国時代の戦場において、武将が己の所在を明示するため馬側や本陣で長柄の先に付けた印。馬標、馬験とも書く。
戦場においては本陣を示し馬印を下げることは、追い込まれ撤退することであり武将にとって屈辱だった。
馬印の前身であり、同様に用いられた旗印（はたじるし）についても本項で記す。

## 概略

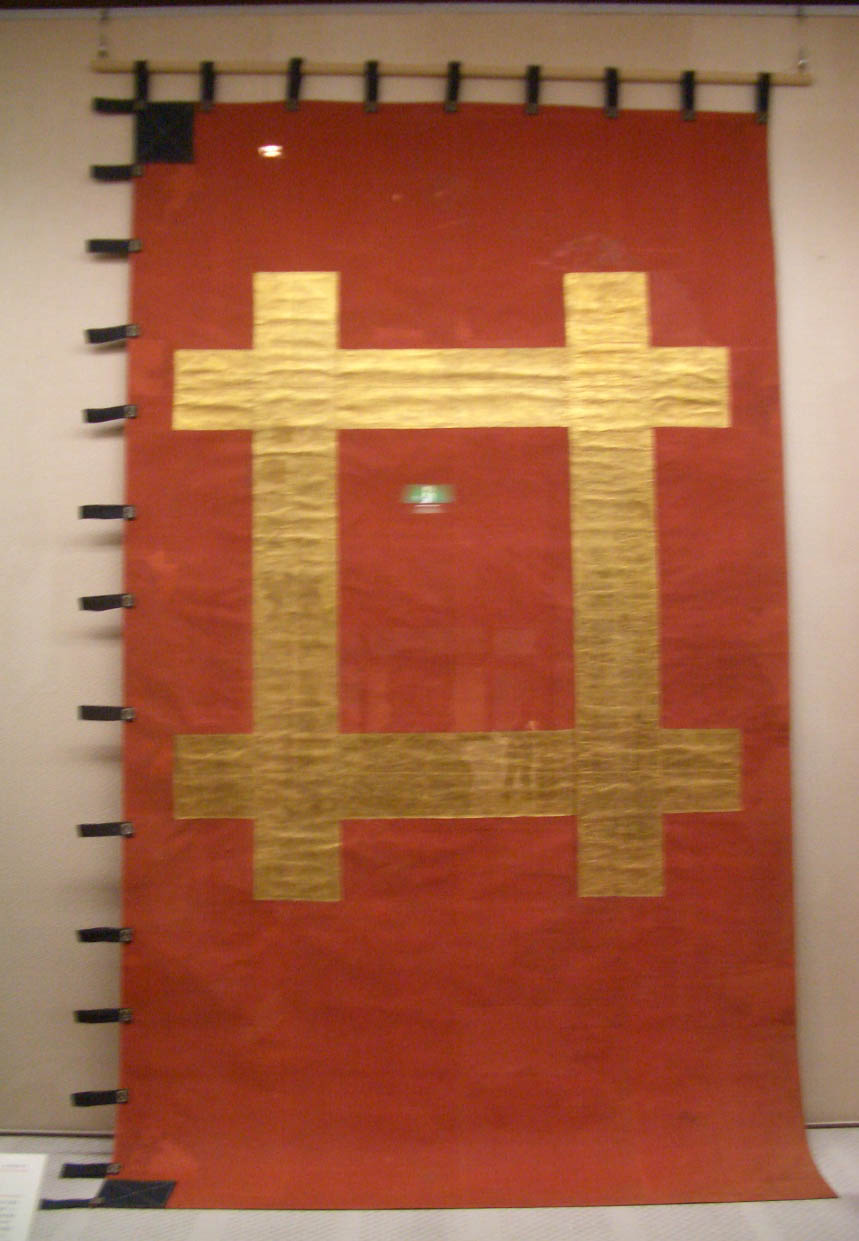
井伊直政の纏

馬印以前は幟の一部や四半旗を独自の意匠にして大将の周囲に配置されていた。その後、旗の形に留まらずに様々な素材を元にした馬印が考案され、用いられるようになった。馬印の発祥を記した文献は次の二つがある。
- 『甲陽軍鑑』に、（天文15年（1546年）の河越夜戦の時）北条氏康の臣、大道寺（大道寺政繁か）が敵の本間近江守を討ち取って、その指物の金の提灯を小纏にしたのが初めとある。

- 『信長記』十五馬験之事によれば、「永禄ノ比マデハ馬験ト云事ナカリキ、元亀ノ比ヨリ初リ、次第ニ長ジテ今ハシルシノ要トス」としているが、甲陽軍鑑の記述と矛盾する。織田家での成り立ちを書いたためか。

以前の旗の形をしたものは旗印､旗の形ではないものを馬印とし、更に時代を下ると馬印は大馬印と小馬印に分かれる（大馬印に比例する旗印は纏と表記される）。
戦国時代から江戸時代にかけての戦時には、備（そなえ）のひとつの部隊として旗組が組織され、指揮官である侍大将やその主家を示す大馬印・纏を幟旗の側に（纏と大馬印は片方、又は双方が置かれる）、侍大将の側には小馬印を置き、備の位置や武威を内外に示した。
同様に個々の武士が戦場で目印として背中にさした小旗を旗指物（はたさしもの）と呼ぶが、出世して武将になると旗指物をそのまま馬印に用いる場合もあった。

## 有名な武将の馬印・旗印

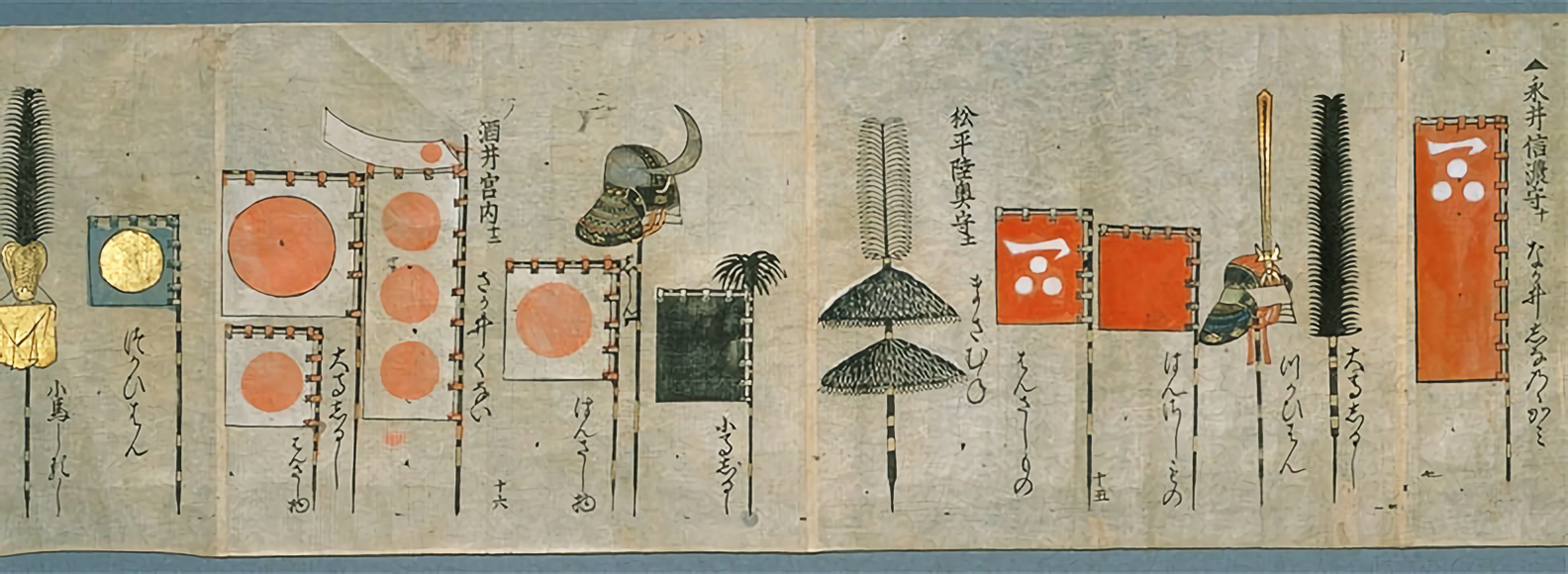
右から七番目が政宗の旗印、六番目が馬印

戦国時代には兜の立物と同じく、存在や信念を誇示するため、有力な武将達は様々な図案の馬印・旗印を用いた。
- 武田信玄

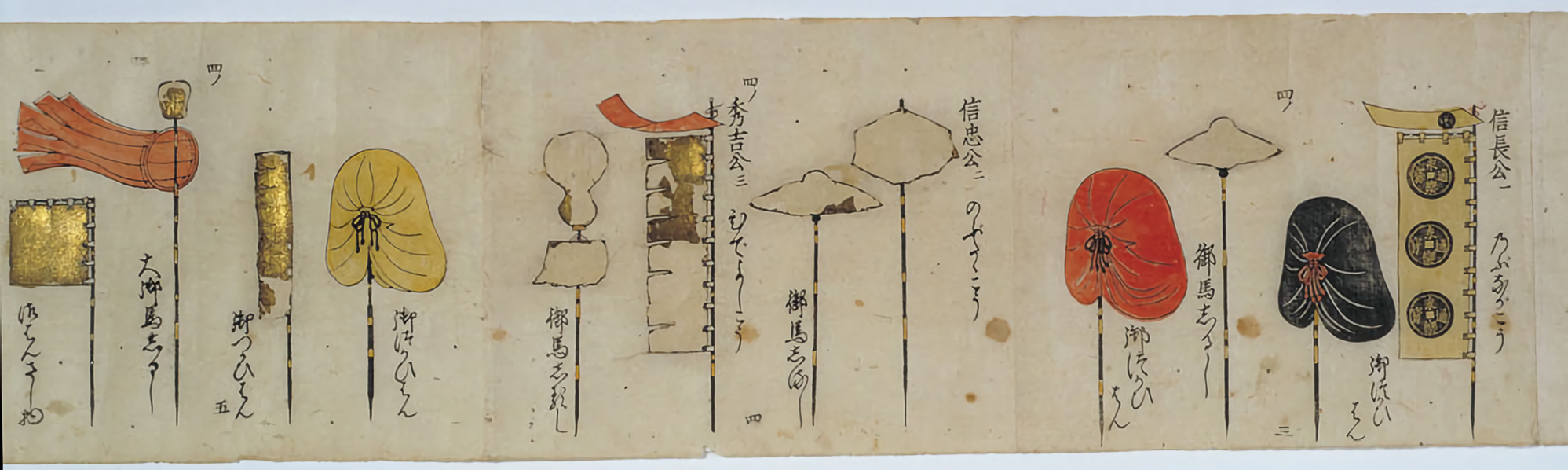
右から三番目が信長の馬印、十一番目が秀吉の大馬印、八番目が秀吉の小馬印

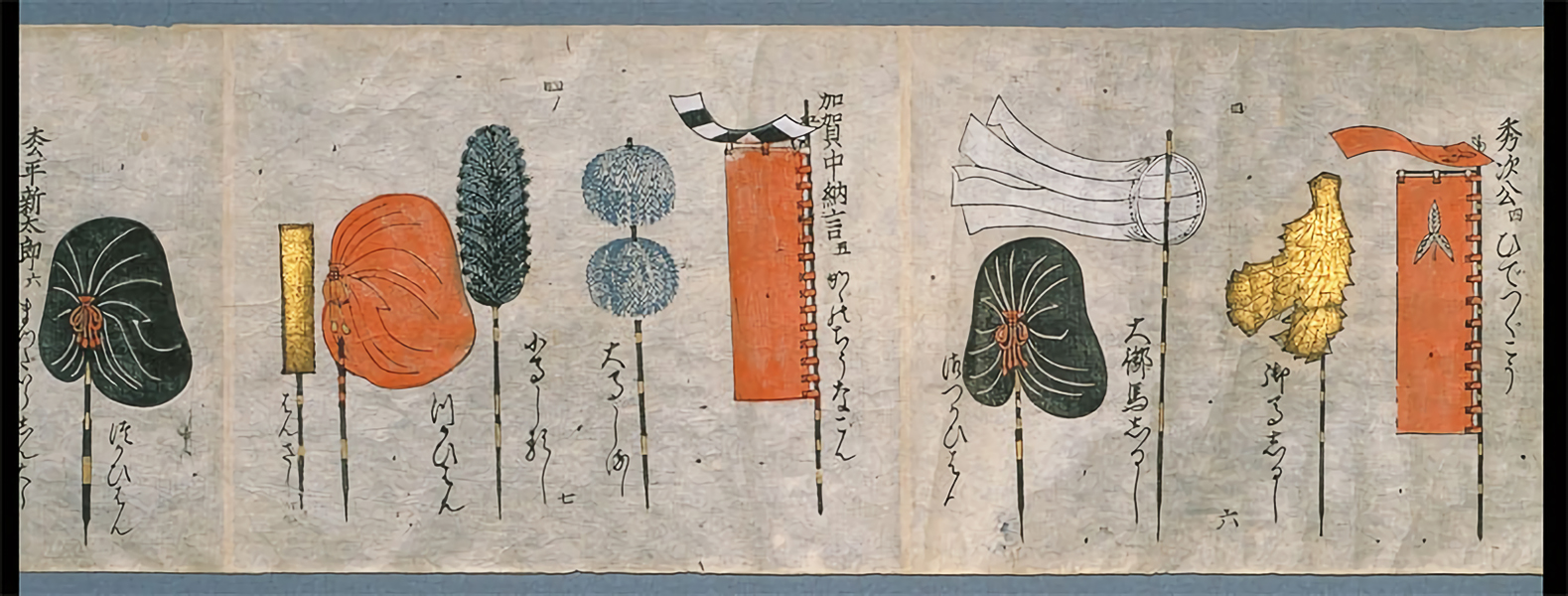
右から二番目が秀次の御幣の小馬印、三番目が大馬印

  - 旗印 - 御旗、風林火山の旗、諏訪明神旗
- 上杉謙信
  - 旗印 - 天賜の御旗（紺地朱の丸の旗）、毘の一字旗、懸り乱れ龍の旗
  - 馬印 - 紺地朱の丸扇
- 北条氏康
  - 旗印 - 五色段々
- 今川義元
  - 旗印 - 赤鳥
- 織田信長
  - 馬印 - 金塗りの唐傘
- 豊臣秀吉
  - 小馬印 - 金の逆さ瓢箪に金の切裂
  - 大馬印 - 金の軍配に朱の吹き流し
  - 千成瓢箪は馬印としては用いられなかったが、船印に使用されていたという説もある。
- 柴田勝家
  - 馬印 - 金の御幣（後に豊臣秀次が用いる）
- 毛利輝元
  - 馬印 - 鳥毛の上に白いたくだ
- 伊達政宗
  - 旗印 - 黒の大四半、鳥毛の出し
  - 馬印 - 黒の二段鳥毛笠、鳥毛の出し
- 井伊直政
  - 馬印 - 金の蝿取
  - 纏 - 赤地に金の井桁
- 徳川家康
  - 大馬印 - 金扇
  - 馬印 - 金のふくべに金の切裂
  - 纏 - 「厭離穢土欣求浄土」の旗（白地に墨書き文字）、金地に赤丸の太極旗
- 黒田長政
  - 旗印- 黒地に中白
  - 大馬印 - 白の大吹貫
- 佐々成政
  - 馬印 - 三階笠（笠を3つ縦に重ねて棒を通したもの）
- 石田三成
  - 馬印 - 金の吹貫に九曜紋の金団扇